# Dom von Cesena

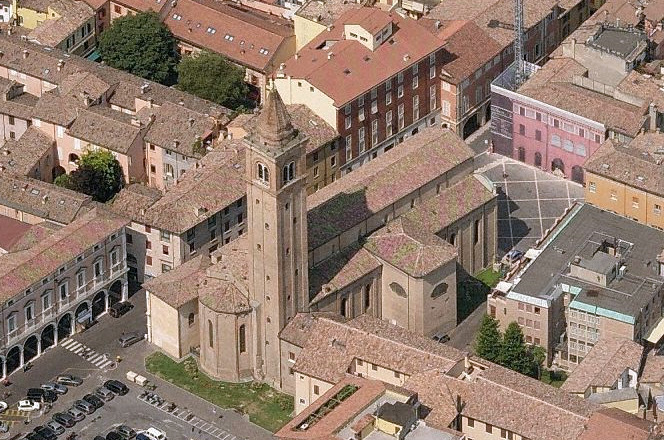
Luftaufnahme der Kathedrale

Der Dom von Cesena oder die Kathedrale St. Johannes der Täufer (italienisch Cattedrale di San Giovanni Battista) ist eine Kirche in Cesena in der Emilia-Romagna, Italien. Die Kathedrale des Bistums Cesena-Sarsina wurde Ende des 14. Jahrhunderts im Stil der Gotik mit einer romanischen Backsteinfassade erbaut. Sie ist Johannes dem Täufer gewidmet und trägt den Titel einer Basilica minor.

## Geschichte

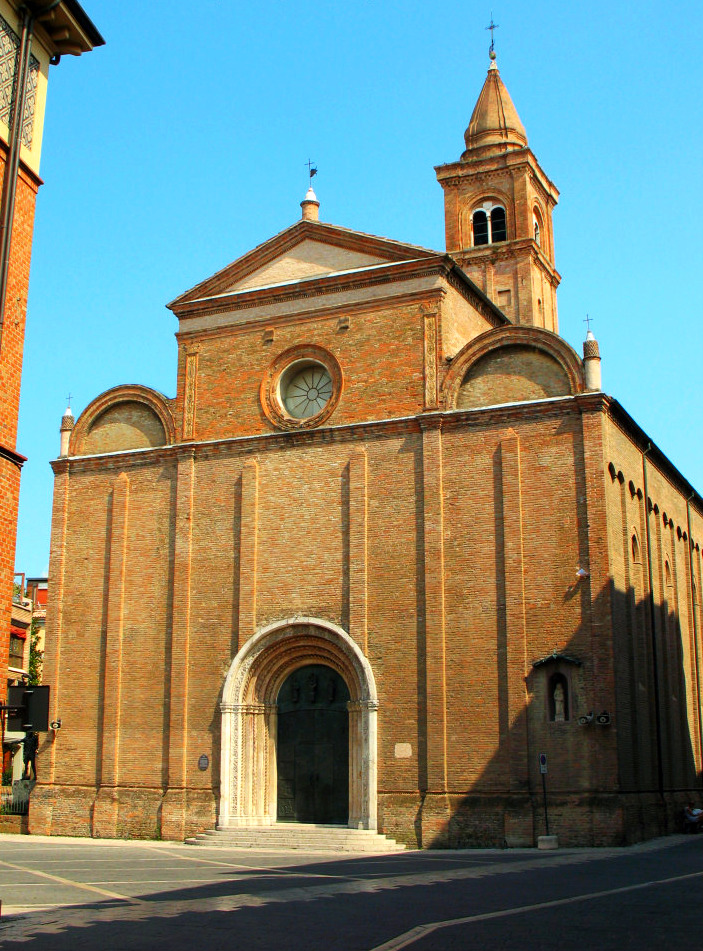
Fassade

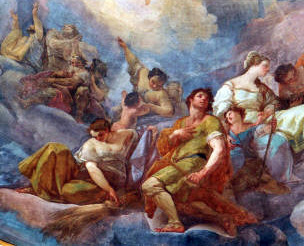
Fresko von Giaquinto

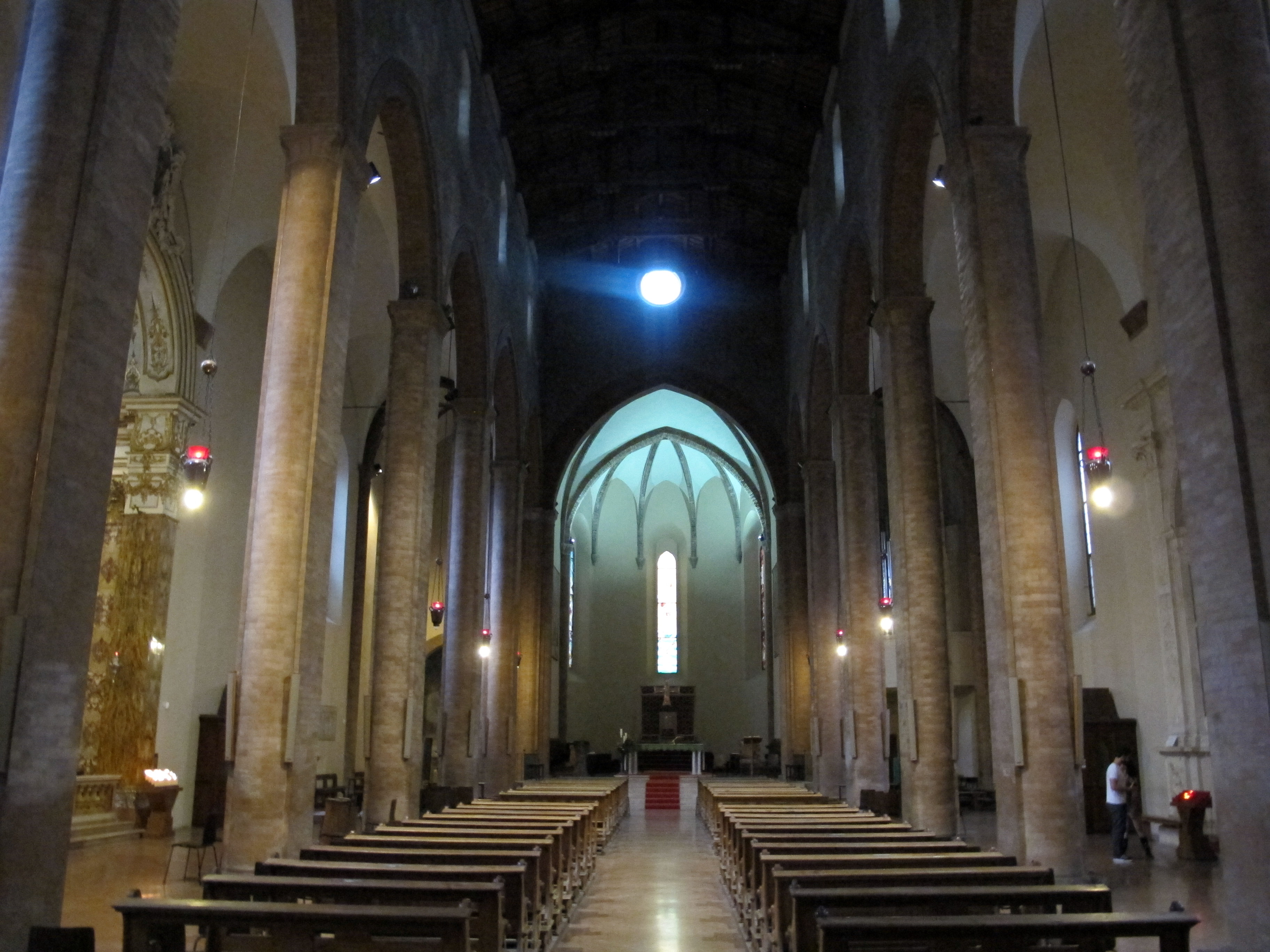
Blick zum Chor

Im Jahr 1378 veranlasste Galeotto I. Malatesta nach seiner Herrschaftsübernahme den Neubau der Kathedrale im Stadtteil Croce di Marmo. Dieser wurde 1385 begonnen und dauerte unter seinem Sohn Andrea Malatesta 20 Jahre. Der Plan soll von einem Baumeister aus dem Schweizer Unterwalden stammen, genannt Maestro Underwalden, und entsprach dem für die deutsche Gotik typischen Bauplan einer Hallenkirche.
Zwischen 1443 und 1456 wurde die Kirche mit einem Glockenturm ausgestattet, der vom Baumeister Maso di Pietro di Lugano auf Veranlassung von Bischof Antonio Malatesta da Fossombrone entworfen wurde; der von 1435 bis 1475 amtierende Bischof war eine zentrale Figur in der Entwicklung der Kathedrale und das heutige Erscheinungsbild ist auf sein Wirken zurückzuführen, er ließ auch den Bischofspalast bauen. Nach seinem Tod gestaltete der florentinische Bildhauer Ottaviano di Antonio di Duccio den Grabbogen und es begann eine Blütezeit für die Kunst der Kirche, in der sich berühmte Bildhauer wie die Brüder Giovanni Battista und Lorenzo Bregno da Osteno engagierten. Beim Übergang vom 15. zum 16. Jahrhundert wurde der obere Teil der Fassade nach einem Entwurf von Mario Codussi fertiggestellt. Ende des 16. Jahrhunderts besichtigte Bischof Gualandi die Gesamtanlage der Kathedrale und widmete das kleine Gemälde von Bartolomeo Ramenghi, bekannt als Bagnacavallo, der Madonna del Popolo.
Das 17. Jahrhundert war von aufeinanderfolgenden barocken Renovierungen geprägt, während in der Mitte des 18. Jahrhunderts die Madonna del Popolo der neuen, ihr gewidmeten Kapelle untergebracht wurde, die zwischen 1746 und 1748 nach einem Entwurf von Pietro Carlo Borboni errichtet und zwischen 1750 und 1751 von Corrado Giaquinto mit Fresken ausgemalt wurde.
Nach einer Rückkehr zu den Ursprüngen mit der Beseitigung der barocken Ergänzungen gab der Architekt Gualandi zwischen 1886 und 1892 der Kathedrale ein neues, scheinbar gotisches Aussehen. Die Jahre 1957–1960 schließlich brachten die endgültige Wiederherstellung: Die Beseitigung der inneren neugotischen Gewölbe, eine neue Decke, die Beseitigung der Altäre aus dem 19. Jahrhundert, eine neue Krypta und das Mauerwerk der Fenster an der Fassade brachten die Kirche in ihr heutiges Aussehen, das dem Original sehr ähnlich ist. Die Krypta beherbergt die Überreste des heiligen Mauro, Bischof und Schutzpatron der Stadt.
1960 erhielt die Kirche durch Papst Johannes XXIII. den Rang einer Basilica minor verliehen. Sie wurde 1782 durch Papst Pius VI. und 1986 durch Papst Johannes Paul II. besucht.

## Architektur
Das Äußere des Gebäudes fällt durch seine typisch romanische Nüchternheit aus Ziegelsteinen auf, wobei acht Pilaster die flache Einheitlichkeit der Fassade unterbrechen. Der obere, von Mario Codussi entworfene und in venezianischer Tradition stehende Teil hat einen dreieckigen Giebel, zwei halbkreisförmige Tympanons und zwei kleine Säulen; in der Mitte befindet sich ein Paar Pilaster, die mit einem Seraphimfriesverziert sind.
Die übrige Dekoration der Fassade beschränkt sich auf eine Inschrift rechts vom Portal mit dem von Papst Pius VI. der Stadt gewährten vollkommenen Ablass vom 9. Juli 1793 und eine Nische mit der Madonna mit Kind von Vincenzo Gottardi aus dem Jahr 1510.
Auf der linken Seite der Kathedrale steht eine Bronzestatue des Heiligen Johannes des Täufers aus den achtziger Jahren, die vom Bildhauer Leonardo Lucchi geschaffen wurde.
Das runde, geschwungene Steinportal soll der Tradition nach aus der alten Kirche San Lorenzo stammen und auf Geheiß von Antonio Malatesta hier platziert worden sein. Seine Bronzetür (2000) ist ein Werk des Bildhauers Ilario Fioravanti aus Cesena und veranschaulicht die Tugenden des heiligen Johannes des Täufers: im Bogen befindet sich die Madonna del Popolo mit dem heiligen Maurus und dem heiligen Vicinius, unten sind die vier Evangelisten und die Verherrlichung Christi dargestellt, auf den Türen finden sich Episoden aus dem Leben des Heiligen mit einer Begegnung mit Christus.
Der Glockenturm befindet sich auf der hinteren linken Seite des Doms. Er wurde zwischen 1443 und 1456 nach einem Plan von Maso di Pietro della Val Lugano errichtet, 1741 mit einer Glockenstube und 1753 mit der ursprünglichen Kuppel ausgestattet, bis er eine Höhe von 72 Metern erreichte.